# Frantic (soundtrack)
Frantic is de originele soundtrack, gecomponeerd en gedirigeerd door Ennio Morricone voor de film Frantic uit 1988 van Roman Polański. Het album werd uitgebracht in 1988 door Elektra Records.

## Tracklijst
Alle nummers geschreven door Ennio Morricone, tenzij anders aangegeven.

| 1.                 | I'm Gonna Lose You – Simply Red (tekst en muziek: Mick Hucknall) | 4:04 |
| 2.                 | Frantic                                                          | 4:05 |
| 3.                 | On the Roofs of Paris                                            | 6:00 |
| 4.                 | One Flugel Horn                                                  | 3:16 |
| 5.                 | Six Short Interludes                                             | 4:31 |
| 6.                 | Nocturne for Michel                                              | 3:16 |
| 7.                 | In the Garage                                                    | 4:12 |
| 8.                 | The Paris Project                                                | 3:16 |
| 9.                 | Sadly Nostalgic                                                  | 1:47 |
| 10.                | Frantic                                                          | 6:03 |
| Totale duur: 40:30 |                                                                  |      |

## Personeel
- Nanni Civitenga – elektrische bas[3]
- Giovanni Santucci – bugel

## Overige muziek uit de film
Muziek uit de film die niet op de officiële soundtrack staan zijn:
| Nummer                                  | Artiest(en)               |
| --------------------------------------- | ------------------------- |
| I've Seen That Face Before (Libertango) | Grace Jones               |
| The More I See You                      | Chris Montez              |
| Jah Rastafari                           | Culture                   |
| Chicago Song                            | David Sanborn             |
| Where is your Heart                     | The 101 Strings Orchestra |
| Something Tells Me                      | Tiger Moon                |